# Sakai Kyūzō
Sakai Kyūzō (, 1555-1570), fils de Sakai Masahisa, est un obligé d'Oda Nobunaga. Il prend part à sa première bataille à l'âge de 13 ans puis s'engage dans un autre combat au siège du château d'Odani au cours duquel il trouve la mort.

## Source de la traduction
- (en) Cet article est partiellement ou en totalité issu de l’article de Wikipédia en anglais intitulé « Sakai Kyuzo » (voir la liste des auteurs).